# Ridgeland (Carolina del Sur)
Ridgeland es un pueblo ubicado en el condado de Jasper en el estado estadounidense de Carolina del Sur. Es sede del condado de Jasper. El pueblo en el año 2000 tiene una población de 2.518 habitantes en una superficie de 6.3 km², con una densidad poblacional de 401.1 personas por km². 

## Geografía
Ridgeland se encuentra ubicado en las coordenadas 32°28′58″N 80°58′55″O / 32.48278, -80.98194. Según la Oficina del Censo, el pueblo tiene un área total de 6,3 km² (2,4 mi²), de la cual 6,2 km² (2,4 mi²) es tierra y 0 km² (0 mi²) (0.41%) es agua.

## Demografía
En el 2000 la renta per cápita promedia del hogar era de $27.679, y el ingreso promedio para una familia era de $37.647. El ingreso per cápita para la localidad era de $7.394. En 2000 los hombres tenían un ingreso per cápita de $21.900 contra $20.938 para las mujeres. Alrededor del 24.4% de la población estaba bajo el umbral de pobreza nacional. 

### Localidades adyacentes
El siguiente diagrama muestra a las localidades en un radio de 28 kilómetros (17,4 mi) de Ridgeland.